# 斯捷潘基 (巴爾區)
49°1′10″N 27°51′0″E / 49.01944°N 27.85000°E
斯捷潘基（烏克蘭語：Степанки），是烏克蘭的村落，位於該國西南部文尼察州，由日梅林卡區負責管轄，面積24.4平方公里，2001年該村落人口405，人口密度每平方公里16.6人。